# ناحیه بنی صاف
ناحیه بنی صاف (به عربی: دائرة بنی صاف) یک ناحیه در الجزایر است که در استان عین تموشنت واقع شده‌است. ناحیه بنی صاف ۱۷۲٫۹۶ کیلومتر مربع مساحت و ۵۶٬۱۳۸ نفر جمعیت دارد.